# Call of Duty: Black Ops Declassified
Call of Duty: Black Ops: Declassified (с англ. — «Зов долга: Секретные операции: Рассекреченное») — шутер от первого лица, выпущенный для PlayStation Vita 13 ноября 2012 года. Первый анонс состоялся на выставке E3 в 2012 году. Первый геймплей был показан на выставке Gamescom 2012 во время конференции Sony. Это единственная игра из серии Call of Duty, разработанная для PlayStation Vita.

## Хронология событий
Во второй половине февраля 2012 года в интервью ресурсу GameTrailers вице-президент по маркетингу бренда Playstation Гай Лонгворс (англ. Guy Longworth) заявил, что Call of Duty появится на PlayStation Vita. Игра для данной консоли обещана осенью 2012 года, когда обычно выходит каждая следующая игра серии Call of Duty. В ходе выставки E3 2012 на пресс-конференции Sony информация о выходе игры для приставки PS Vita подтверждена, также раскрыто название игры — Call of Duty: Black Ops Declassified, название же студии-разработчика данной версии держится в секрете. Также становится известно, что версия игры для PS Vita не будет представлять собой копию Call of Duty: Black Ops II, это будет какая-то модифицированная версия. Первая демонстрация данной версии проведена в середине августа 2012 года, в ходе выставки gamescom в Германии. В результате был показан геймплей на портативной консоли и описаны основные принципы, лёгшие в основу создания этой версии: изменить как можно меньше по сравнению со «старшим братом». Добавлены новые методы управления, например, бросок гранат осуществляется указанием пальца на то место, куда нужно бросить гранату. Видео и сопутствующий материал выложены в сеть в официальном блоге Playstation.
В июне 2012 года появляется информация о том, что в Call of Duty: Black Ops Declassified будут присутствовать миссии для совместного прохождения.
14 августа 2012 года в ходе пресс-конференции Sony на выставке gamescom показан дебютный трейлер Call of Duty: Black Ops Declassified для консоли PS Vita. Также заявлено, что игрокам будет представлено особое предложение, скорее всего это будет набор из консоли и игры. Позже информация подтвердилась, в состав набора входит сама консоль PS Vita, код на скачивание игры Call of Duty: Black Ops Declassified и карта памяти на 4Гб. Для США версия игры будет распространяться с дополнительным кодом на скачивание Call of Duty: Roads to Victory, которая раньше была доступна только на PlayStation Portable.
Разработкой версии для PS Vita занималась студия Nihilistic Software, сотрудники студии Treyarch к работе не были привлечены. Nihilistic Software только консультировалась со студией по вопросам развития сюжета в играх Call of Duty: Black Ops и Call of Duty: Black Ops II, чтобы созданный для Call of Duty: Black Ops: Declassified сюжет корректно вписывался в сюжеты «больших» игр. Но основным направлением игры в данной версии является многопользовательский режим, а не одиночная кампания.
В середине октября 2012 года была объявлена даты выхода Call of Duty: Black Ops Declassified — 13 ноября 2012 года. В указанную дату игра стала доступна для покупки в двух видах: в виде карты с игрой, либо в виде цифровой версии из PS Store (включая объявленный ранее бандл с PS Vita).

## Геймплей

### Кампания
События в игре начинаются сразу же за окончанием событий Call of Duty: Black Ops и продолжаются до начала событий Call of Duty: Black Ops II. Кампания состоит из секретных миссий, которые можно проходить в режиме прохождения истории, прохождения на время и в режиме выживания.

### Многопользовательская игра
В многопользовательской игре доступна игра до 8 человек одновременно на одной из 8 карт для мультиплеера. Карты для игры представляют собой небольшие закрытые пространства. Режимы, доступные в многопользовательской игре: TDM, Kill Confirmed, Free-for-All и Drop Zone. Продемонстрированные карты представляют собой оригинальные разработки, а не порты из предыдущих игр серии (единственным исключением является карта Nukehouse, являющаяся уменьшенной версией популярнейшей карты Nuketown). Перки, представленные в игре, доступны в количестве 12 штук, некоторые из них полностью повторяют перки из «больших» игр Call of Duty, а некоторые — совершенно новые. Заявлено, что в игре также присутствуют и миссии на выживание, которые впервые были представлены в Call of Duty: Modern Warfare 3, но можно ли в них будет играть с друзьями — неизвестно (позже становится известно, что миссии режима на выживание поддерживают только одиночное прохождение). Официально подтверждено, что режима борьбы с зомби в версии для PS Vita не представлено.

## Отзывы и рецензии
| Сводный рейтинг | Сводный рейтинг |
| Агрегатор       | Оценка          |
| --------------- | --------------- |
| GameRankings    | 33,21 %         |

Редактор журнала «Игромания» Ян Кузовлев в журнальной версии поставил игре оценку 2.0 балла из 10, назвав игру «прекрасным примером того, как не надо делать шутеры». Столь низкая оценка объясняется тем, что по его словам, «из Declassified убрали все, за что серия Call of Duty может понравиться среднестатистическому пользователю».